# ヘプタコサン
ヘプタコサン (heptacosane) は炭化水素の1種で、炭素が27連なった直鎖アルカン。分子式は C27H56。分子量は380.7335。融点は59.5 ℃。沸点は428.05 °C。臨界点は795 (kPa)、569.95 °C。構造異性体の種類は240215803。リンゴの果実が熟した時に表面が蝋状の分泌物に覆われるが、ヘプタコサンはそれに含まれる。